# Flapper Fanny Says
Flapper Fanny Says est une série de dessins quotidiens parus dans des journaux américains à partir du 26 janvier 1925. Une planche dominicale débute le 7 août 1932. Chaque épisode montrait Fanny, une flapper, avec une phrase humoristique en dessous.La planche dominicale cesse de paraître le 8 décembre 1935 alors que la quotidienne  continue jusqu'au 29 juin 1940.
La série est créée par Ethel Hays, qui a un style emprunté à l'art Déco. Flapper Fanny Says fait partie de la mode garçonne. Quand Gladys Parker reprend la série en 1930, elle lui donne un style plus proche du dessin animé,,.De plus, la série s'intéresse moins à Fanny et plus à sa petite sœur Betty. Physiquement, Fanny évolue et ressemble plus à Parker.

## Historique de publication
Comme la Newspaper Enterprise Association propose le plus souvent un ensemble de séries pour des journaux, Flapper Fanny Says est immédiatement distribué dans probablement 500 journaux dès la première année.

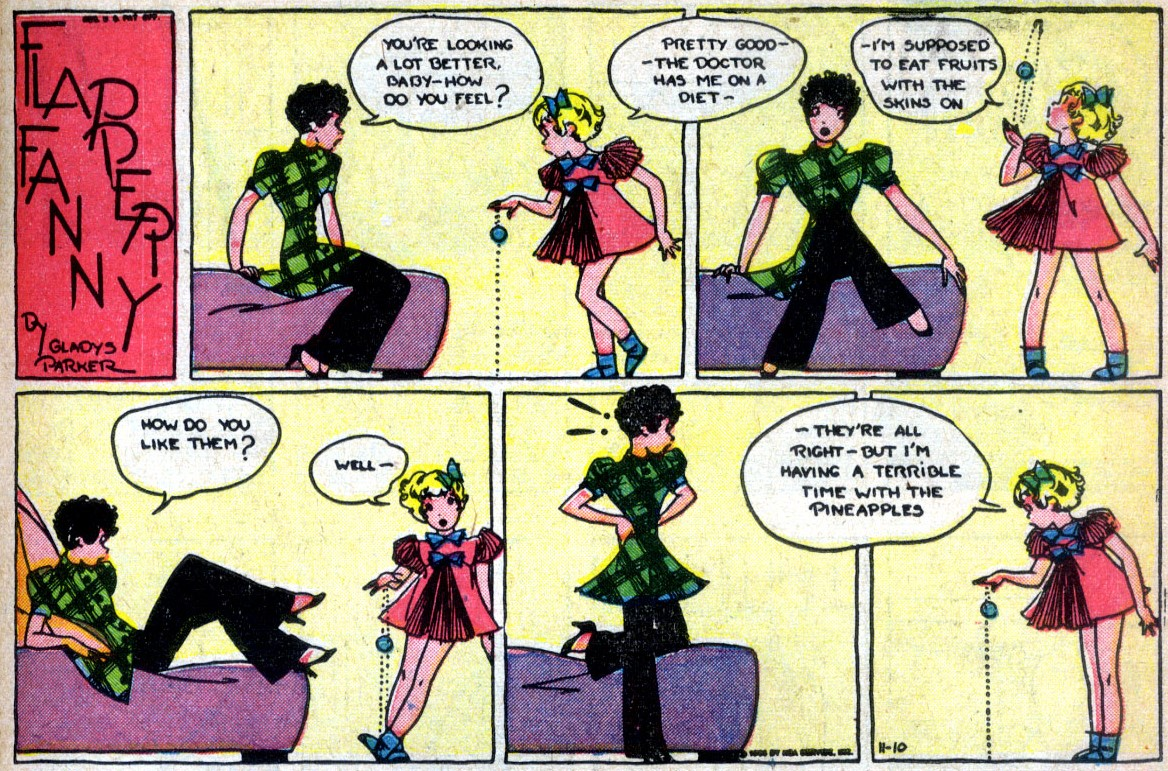
Flapper Fanny by Gladys Parker

Malgré le succès important, Ethel Hays ne parvient pas à produire un dessin quotidien après la naissance de sa deuxième fille. Elle abandonne donc sa série à  Gladys Parker qui est alors une jeune dessinatrice pleine de promesse. Après la reprise de la série le 21 mars 1930 Parker ajoute une série hebdomadaire paraissant le dimanche à  partir du 7 août 1932. Le titre est alors simplifié en Flapper Fanny. Parker garde les deux séries jusqu'au 8 décembre 1935.
Une nouvelle dessinatrice, Sylvia Sneidman - qui signe Sylvia - reprend la série à partir du 9 décembre 1935. Celle-ci garde la série jusqu'au 29 juin 1940.

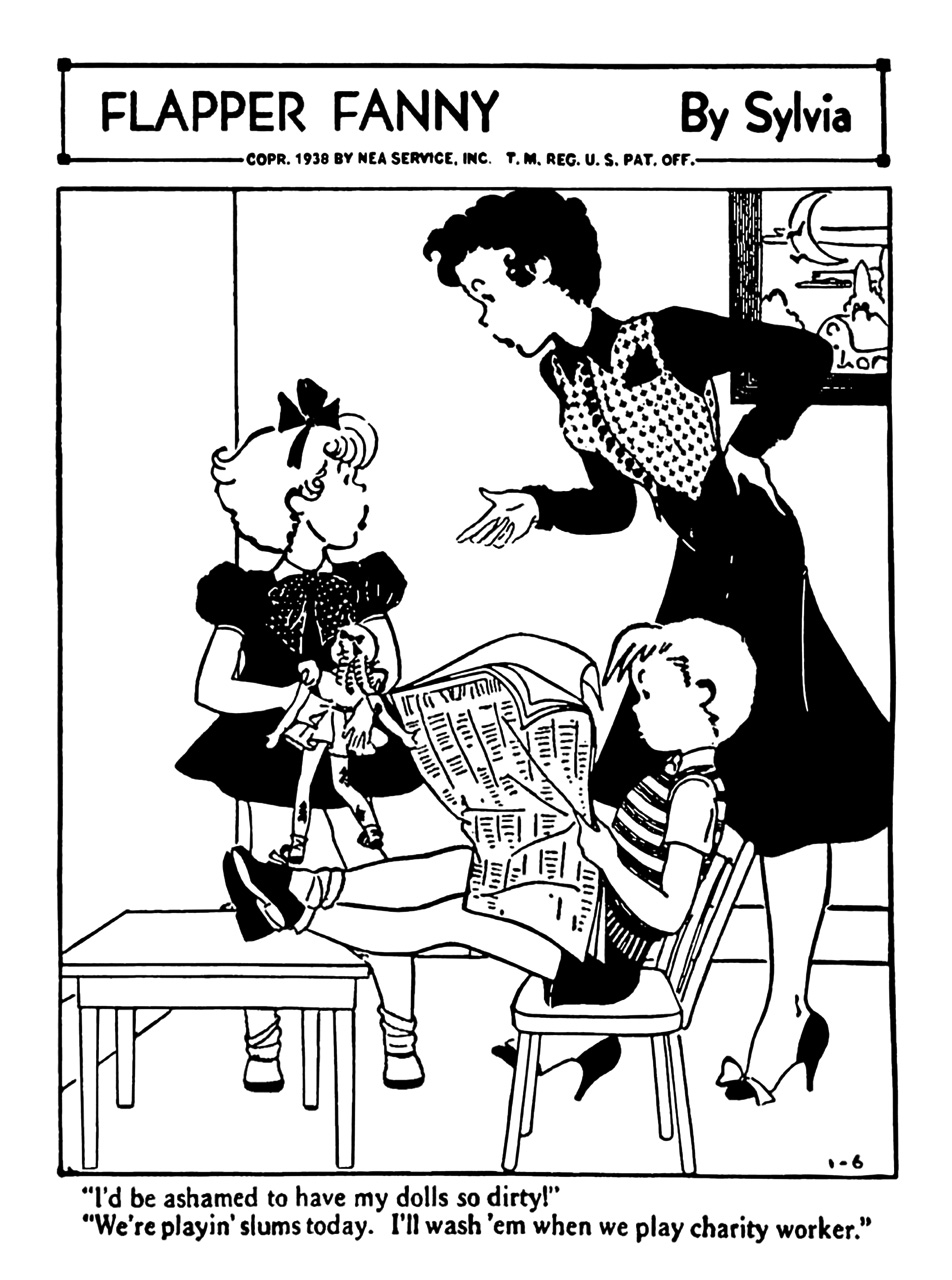
Flapper Fanny par Sylvia

Flapper Fanny Says a été plagié par Faith Burrows avec la série Flapper Filosofy distribué par la King Features Syndicate.